# 395 aC
El 395 aC va ser un any del calendari romà prejulià. Durant la República Romana i l'Imperi, era conegut com a any del tribunat de Cos, Medul·lí, Escipió, Fidenat, Ambust i Lactucí Màxim (o, més rarament, any 359 ab urbe condita). L'ús del nom «395 aC» per referir-se a aquest any es remunta a l'alta edat mitjana, quan el sistema Anno Domini va ser el mètode de numeració dels anys més comú a Europa.

## Esdeveniments

### Grècia
- Agesilau II, rei d'Esparta, davant de l'atac del sàtrapa persa Tissafernes sobre les ciutats de Jònia, aconsegueix derrotar-lo, ajudat per contingents de les ciutats jòniques, a la riba del Pactol. Agesilau va desconcertar als perses amb les seves ràpides marxes i els va tornar a derrotar a la plana de Sardes, a Coloses, a Pelte i a Cal Dagi. En canvi per mar l'atenenc Conó al servei de Pèrsia, el va derrotar a Abarindos a la costa de Cària.[2]
- L'esclat de la Guerra de Corint, va obligar a Agesilau a tornar a Grècia. Corint i Argos van entrar en guerra amb Atenes i Tebes. Es va formar un Consell a Corint per dirigir els assumptes d'aquesta aliança, i els aliats van enviar emissaris a una sèrie d'estats menors rebent el suport de molts d'ells.[3][4]
- La Lliga Beòcia estava organitzada en onze districtes que servien per a l'administració fiscal, política i militar. Per cadascuna d'aquestes circumscripcions es triava un beotarca, màxim càrrec militar dins de la Lliga. D'aquesta Lliga, aquell any se'n separa la ciutat d'Orcomen.[5]
- Agirri, que havia estat empresonat per frau en el diner públic, és alliberat. Aconsegueix la re-instauració del Teoricon, el subsidi que es donava per l'assistència als espectacles teatrals, però va reduir la paga als actors còmics. A més va triplicar el pagament per assistir a l'assemblea (Ekklesia), instituït per Cleofó.[6][7]
- Ismènies de Tebes, cap democràtic de Tebes, va fer una expedició a la Fòcida i va derrotar els focis a Nàrix, diu Diodor de Sicília.[8]

### Antiga Roma
- Aquest any es van elegir sis tribuns amb potestat consular: Publi Corneli Maluginense Cos, Luci Furi Medul·lí, Publi Corneli Escipió, Quint Servili Fidenat, Cesó Fabi Ambust i Marc Valeri Lactucí Màxim.[9] Corneli Maluginense Cos va atacar als faliscs amb èxit.[10]

## Necrològiques
- Lisandre, general espartà. Quan va esclatar la guerra amb Beòcia, el rei Pausànias el va posar al front d'un exèrcit mentre ell en dirigia un altre. Els dos exèrcits es van trobar a Haliartos, però Pausànias va arribar més tard de la data acordada. Lisandre va atacar la ciutat tot sol i va morir en la batalla davant de les muralles de la ciutat.[11][12]
- Tissafernes, sàtrapa persa. Artaxerxes va enviar a Tritaustes per matar a Tisafernes i substituir-lo en el govern. Tritaustes, que portava una carta del rei que li permetia obtenir la cooperació dels funcionaris, el va sorprendre al bany i el va matar. Li va tallar el cap, que va enviar a la cort.[13]